# 고하도 조선 육지면발상지비
고하도 조선 육지면발상지비는 전라남도 목포시 달동, 고하도 선착장에서 원마을로 가는 초입의 우측 구릉지에 있다. 2012년 5월 21일 목포시의 문화유산 제6호로 지정되었다.

## 개요
고하도 선착장에서 원마을로 가는 초입의 우측 구릉지에 위치하며, 고하도가 육지면 재배의 발상지임을 기념하기 위해 1936년에 세운 것이다. 비의 전면에는 '朝鮮陸地綿發祥之地(조선육지면발상지지)', 후면에는 '明治37年(1904년)에 목포주재 대일본제국 영사 약송토삼랑(若松兎三郞)이 고하도에서 처음으로 육지면 재배를 시작했다'라는 내용이 기재되어 있다.1899년 일본영사 약송토삼랑(若松兎三郞)은 미국의 육지면이 한국의 기후와 토질에 적합하다는 사실을 알고 고하도에 처음으로 미국산 육지면 재배를 시도하였다. 고하도에서 육지면 시험재배가 성공하자 육지면이 전국으로 보급되었으며, 전라남도의 면화는 이 지방의 특산물로 그 가치를 높이 평가되었다.

## 같이 보기
- 고하도